# عمليتا أسر الجنديين إيلان سعدون وآفي سسبورتس
عمليات أسر الجنديين إيلان سعدون وآفي سسبورتس هن عمليتي خطف عسكرية قامت بها كتائب الشهيد عز الدين القسام الجناح العسكري لحركة المقاومة الإسلامية (حماس)، رداً على على جرائم الاحتلال الصهيوني. وهما عمليتين منفصلتين بينهما 7 أشهر فقط، حدثت الأولى في 17-2-1988م والثانية في 3-5-1989. وكان هدف العملية والوصول إلى صفقة لتبادل الأسرى، وإخراج الأسرى رغماً عن أنف الاحتلال.

## أسر الرقيب «آفي سابورتس»
حدثت بتاريخ 17-2-1988م
تمكن الجناح العسكري لحركة حماس من أسر الرقيب «آفي سابورتس» بعد أن تم تجريده من سلاحه وأوراقه الرسمية، وذلك من داخل الخط الأخضر، وتم في وقت لاحق تصفية الرقيب والتخلص من جثته، وبعد عمليات التفتيش والبحث التي جند لها جيش الاحتلال الإسرائيلي آلاف الجنود وقصاصي الأثر عثر على جثة الرقيب آفي ساسبورتس بعد ثلاثة شهور، في الصيف بعد تشقق الأرض وتسرب الرائحة.

## أسر العريف «إيلان سعدون»
بتاريخ 3-5-1989
لم تكد دولة الاحتلال الإسرائيلي تتجرع مرارة عملية أسر الرقيب سابورتس، حتى تمكنت حركة حماس بتاريخ 3-5-1989 من أسر الجندي «إيلان سعدون» برتبة عريف الذي كان بكامل عتاده العسكري، الأمر الذي أحبط معنويات جنود الاحتلال وأربك الحكومة الإسرائيلية في ذلك الحين. ولم يتمكن الاحتلال الإسرائيلي من العثور على جثة إيلان سعدون إلا بعد مرور نحو سبعة أعوام على العملية.